# Viols-en-Laval
 Viols-en-Laval  es una población y comuna francesa, situada en la región de Occitania, departamento de Hérault, en el distrito de Lodève y cantón de Lodève.

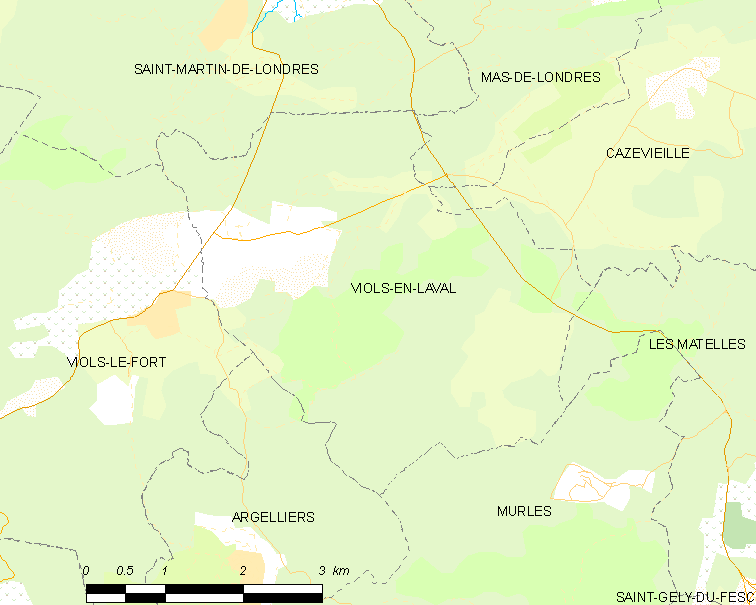
Mapa

## Demografía
| 31 | 23 | 26 | 32 | 82 | 1772 | 03 |
| Para los censos de 1962 a 1999 la población legal corresponde a la población sin duplicidades (Fuente: INSEE [Consultar]) |    |    |    |    |      |    |